# Främmestad
Främmestad is een plaats in de gemeente Essunga in het landschap Västergötland en de provincie Västra Götalands län in Zweden. De plaats heeft 419 inwoners (2005) en een oppervlakte van 51 hectare.

## Verkeer en vervoer
Bij de plaats loopt de Länsväg 186.

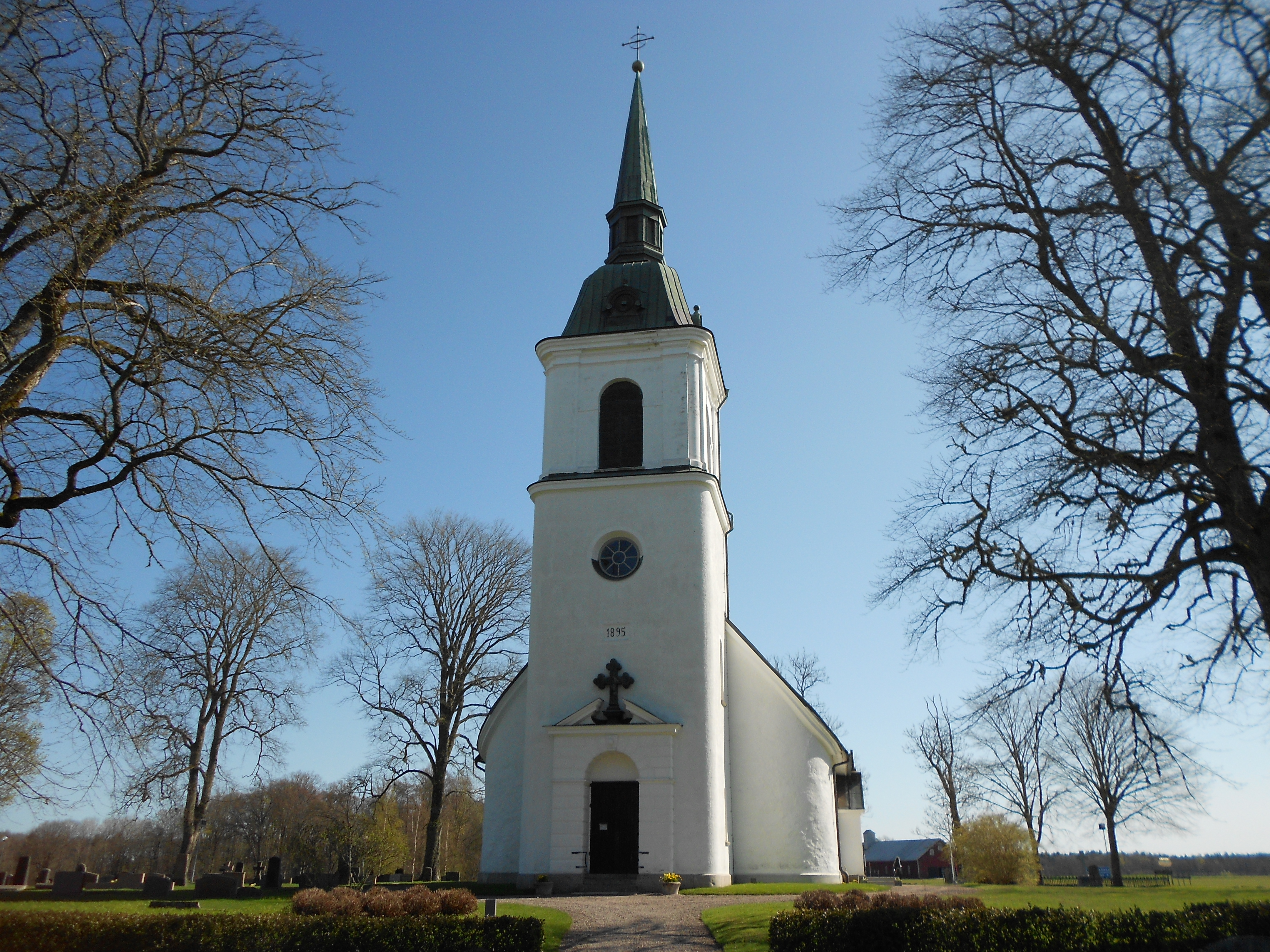
Kerk van Främmestad
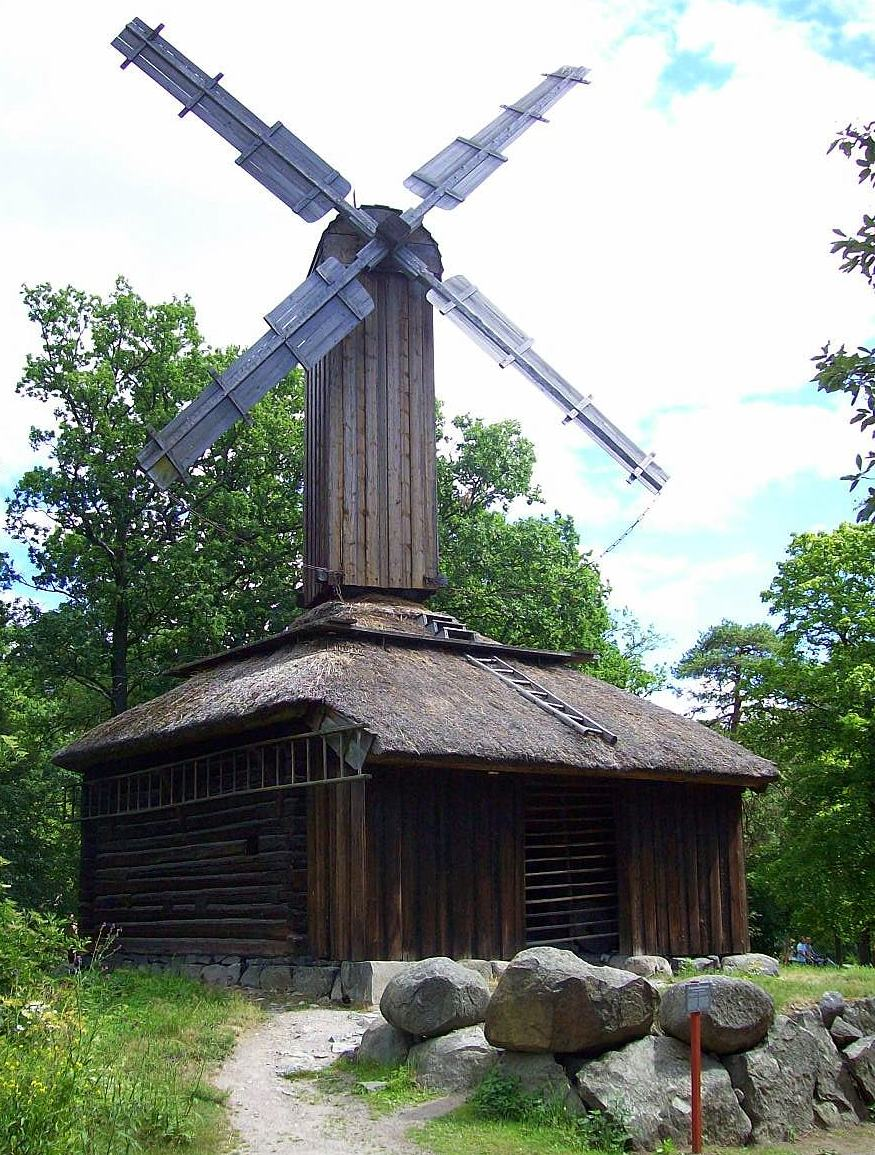
Molen in Främmestad